# Euphorbia duvalii
Euphorbia duvalii là một loài thực vật có hoa trong họ Đại kích. Loài này được Lecoq & Lamotte mô tả khoa học đầu tiên năm 1847 publ. 1848.